# Cyril Novotný
Cyril Josef Novotný (18. února 1878 Březnice – 4. srpna 1946 Kladno) byl český violoncellista, sbormistr, hudební publicista a učitel.
Narodil se v Březnici a v roce 1899 vystudoval učitelský ústav v Příbrami, do roku 1904 učil v Železné a v letech 1904–1938 v Kladně. Od roku 1932 byl ředitelem I. obecné školy v Kladně až do roku 1938 kdy odešel do výslužby. V letech 1904–1920 hrál jako violoncellista v Kladenské filharmonii, v letech 1920–1943 byl sbormistrem kladenského pěveckého sboru Smetana. V roce 1928 založil malé hudební muzeum, jež se později jako hudební oddělení stalo součástí sbírek dnešního Sládečkova městského muzea v Kladně. Mimo jiné dal podnět k postavení pomníků Bedřicha Smetany i Antonína Dvořáka a jeho matky Anny ve Dvořákových sadech u Městského divadla (kde pěvecký spolek Smetana vystupoval) a ke zhotovení pamětní desky Váši Suka v Kladně. Byl autorem publikací z hudební minulosti Kladenska (A. Dvořák, A. Hromada).

## Dílo
- NOVOTNÝ, Cyril. Vztahy Antonína Dvořáka ke Kladnu : Dvořákovy oslavy na Kladně. Ilustrace KULHÁNEK, Stanislav. 1. vyd. Kladno: Výbor pro Dvořákovy oslavy na Kladně, 1941. 16 s. Dostupné online.
- NOVOTNÝ, Cyril. Kladenský rodák Antonín Hromada : král. wirtemberský komorní pěvec. Ilustrace KULHÁNEK, Stanislav. 1. vyd. Kladno: Okresní osvětový sbor, 1941. 12 s. Dostupné online.